# Parafia św. Stanisława Kostki w Pozezdrzu
Parafia Świętego Stanisława Kostki w Pozezdrzu – rzymskokatolicka parafia leżąca w dekanacie Węgorzewo należącym do diecezji ełckiej. 
Erygowana w 1962. Mieści się przy ulicy 1 Maja.